# Toki Masafusa
Toki Masafusa est un nom japonais traditionnel ; le nom de famille (ou le nom d'école), Toki, précède donc le prénom (ou le nom d'artiste).
Toki Masafusa (土岐 政房, 1467-12 juillet 1519) est le gouverneur de la province de Mino pendant les dernières années de l'époque Sengoku du Japon féodal. Il est le fils de Toki Shigeyori et le père de Toki Yoshiyori.

## Source de la traduction
- (en) Cet article est partiellement ou en totalité issu de l’article de Wikipédia en anglais intitulé « Toki Masafusa » (voir la liste des auteurs).